# 가이조군

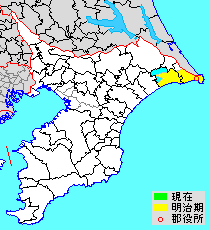
지바현 가이조군의 위치 (하늘색: 후에 다른 군에서 편입된 구역)

가이조군(海上郡)은 일본 지바현(시모사국)에 있던 군이다.

## 군역
1878년 행정 구역으로 출범할 당시의 군역은 현재의 행정 구역으로 아래 구역에 해당한다.
- - 조시시의 대부분
  - 아사히시의 대부분

## 역사

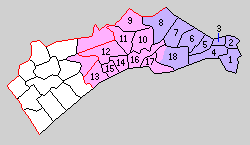
1.다카가미촌 2.모토초시정 3.조시정 4.도요우라촌 5.이즈하라촌 6.우나카미촌 7.후나키촌 8.시시바촌 9.다키사토촌 10.쓰루마키촌 11.오메이촌 12.아사히정 13.도미우라촌 14.우라가촌 15.아시카와촌 16.산가와촌 17.이오카정 18.도요오카촌
(보라:조시시 분홍:아사히시)

- 1889년 4월 1일 - 정촌제 시행에 따라, 아래의 정촌이 발족.(4정 14촌)
  - 다카가미촌(高神村), 모토초시정(本銚子町), 조시정(銚子町), 도요우라촌(豊浦村), 이즈하라촌(伊豆原村), 우나카미촌(海上村), 후나키촌(船木村), 시시바촌(椎芝村): 현 조시시
  - 쓰루마키촌(鶴巻村), 다키사토촌(滝郷村), 오메이촌(嚶鳴村), 아사히정(旭町), 도미우라촌(富浦村), 우라가촌(浦賀村), 아시카와촌(足川村), 산가와촌(三川村), 이오카정(飯岡町): 현 아사히시
  - 도요오카촌(豊岡村): 현 조시시, 아사히시
- 1891년
  - 1월 26일 - 시시바촌(椎芝村)이 개칭하여 시시바촌(椎柴村)이 됨.
  - 8월 14일 - 이즈하라촌이 정제 시행과 개칭으로 니시초시정(西銚子町)이 됨.(5정 13촌)
- 1914년 12월 12일 - 우라가촌·아시카와촌이 합병하여, 새로이 우라가촌(浦賀村)이 발족.(5정 12촌)
- 1915년 9월 12일 - 우라가촌이 개칭하여 야사시촌(矢指村)이 됨.
- 1933년 2월 11일 - 조시정·모토초시정·니시초시정·도요우라촌이 합병하여, 조시시(銚子市)가 발족, 군에서 이탈.(2정 11촌)
- 1937년 2월 11일 - 다카가미촌·우나카미촌이 조시시에 편입.(2정 9촌)
- 1954년
  - 2월 11일 - 아사히정·도미우라촌·야사시촌이 합병하여, 새로이 아사히정이 발족.(2정 7촌)
  - 3월 31일(3정 3촌)
    - 쓰루마키촌·다키사토촌·오메이촌이 합병하여, 우나카미정(海上町)이 발족.
    - 이오카정·산가와촌, 도요오카촌의 일부가 합병하여, 새로이 이오카정이 발족.

  - 4월 1일 - 후나키촌·시시바촌이 조시시에 편입.(3정 1촌)
  - 6월 1일 - 아사히정이 소사군 도요하타촌·교와촌을 편입.
  - 7월 1일 - 아사히정이 시제 시행으로 아사히시(旭市)가 되어, 군에서 이탈.(2정 1촌)
- 1956년 7월 1일 - 도요오카촌이 조시시에 편입.(2정)
- 2005년 7월 1일 - 이오카정·우나카미정이 아사히시·가토리군 히카타정이 힙병하여, 새로이 아사히시(旭市)가 발족. 당일 가이조군은 폐지됨.

## 참고 문헌
- 「가도카와 일본 지명 대사전」 편집위원회, 편집. (1984년 3월 1일). 《가도카와 일본 지명 대사전》. 12 지바현. 가도카와 쇼텐. ISBN 4040011201.